# Boston Herald
Boston Herald é um jornal diário da cidade de Boston, no estado de Massachusetts, nos Estados Unidos e região. Foi fundado em 1846 e é um dos jornais diários mais antigos do país. Ganhou oito prêmios Pulitzer, incluindo quatro na categoria de Melhor Editorial e três em Fotografia, antes de ser covertido para o formato tabloide em 1981.